# Григорук, Евгений Максимович
Евге́ний Макси́мович Григору́к (укр. Євген Максимович Григорук, 25 декабря 1898  [6 января 1899], Троянка, Подольская губерния — 24 октября 1922, Ялта) — украинский советский поэт, переводчик, организатор печатного дела на Советской Украине.

## Биография
Е. М. Григорук родился в семье сельского писаря. Рано оставшись круглым сиротой, вынужден пойти в батраки. Начальное образование получил самостоятельно, в домашних условиях. Затем учился в Балтской «высшеначальной школе», которую окончил в 1916 году. В этом же году поступил в Феодосийский учительский институт.
Революция 1917 года застала Евгения Григорука в Крыму. Юноша активно включился в политическую и вооруженную борьбу. Он оставляет институт и едет в Балту, затем Умань.
В 1918 году Е. Григорук вступил в украинскую партию левых эсеров-боротьбистов, затем вступает в партию украинских большевиков.
Активный участник гражданской войны. Во второй половине 1919 года Евгений Григорук едет в Феодосию, где сдаёт экстерном экзамены за учительский институт и, получив диплом, возвращается в Киев. Работает учителем.
Во время оккупации Киева польскими войсками, Евгений Григорук — руководитель подпольной организации большевиков. После освобождения Киева от польских войск, а затем и деникинцев, работает в губернском отделе народного образования, занимает должность начальника редакционного отдела политического управления Киевского военного округа.
После окончания гражданской войны Е. М. Григорука избирают секретарем Киевского губкома и членом губкома. Он организовывает агитационное издательство, которое впоследствии было преобразовано в Киевский филиал государственного издательства Украины, где ведет большую организационную и редакционную работу, переводит произведения многих зарубежных писателей на украинский язык.
Вскоре правительство Украины направляет Е. Григорука в Москву, где он работает членом правления государственного издательства Российской Федерации, заведует технико-издательским отделом.
В Москву он выехал в 1921 году уже будучи тяжело больным туберкулезом легких. Состояние его здоровья в Москве улучшилось. Несколько месяцев он лечился в Москве, затем выезжает в Крым, где и умирает 24 октября 1922 года.

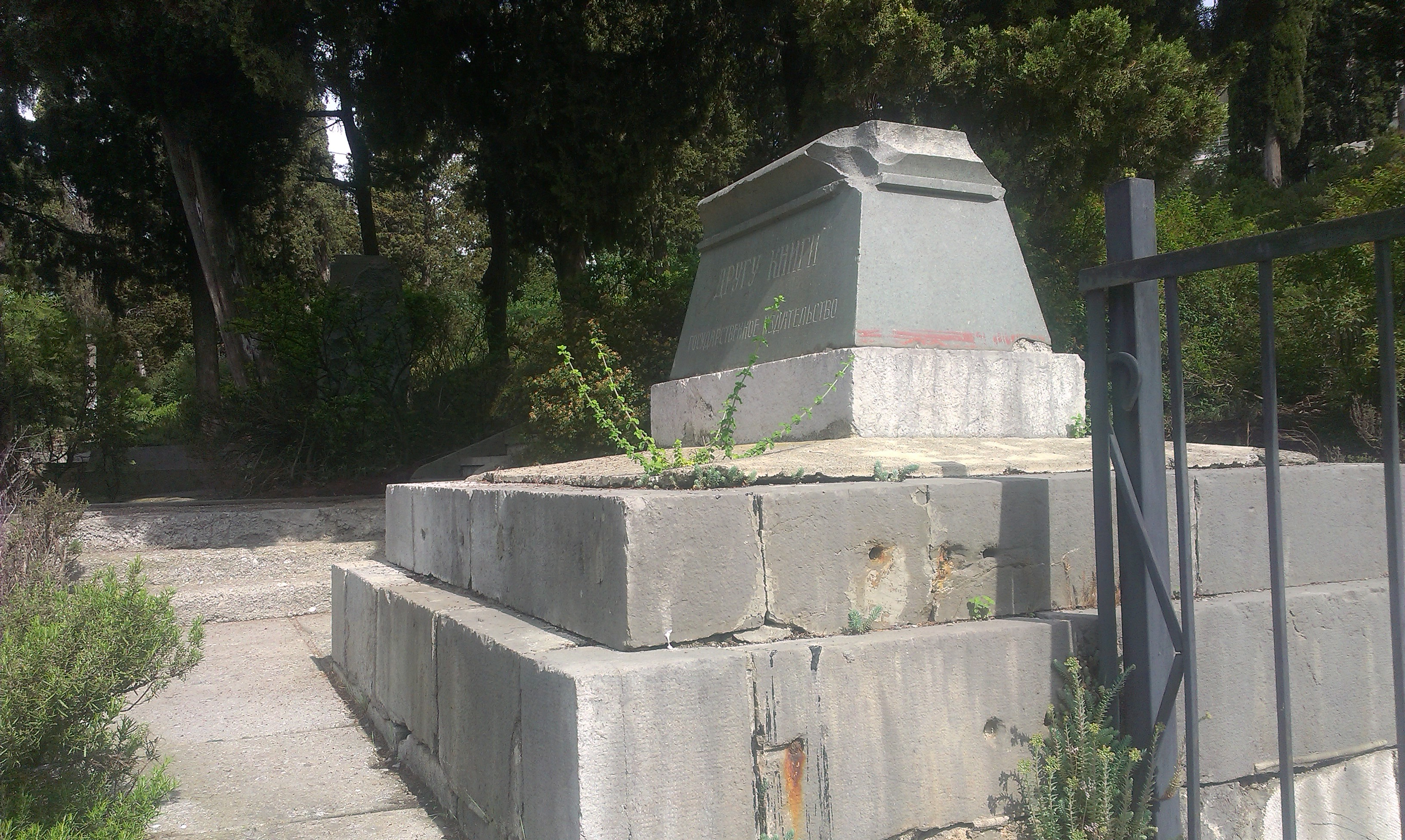
Могила Е. Григорука

Похоронен в Ялте на Поликуровском кладбище. На надгробном памятнике выбиты слова: «Евгений Максимович Григорук. Скончался 24 октября 1922 г. 24 лет. Другу книги. Государственное издательство».

## Творчество
Печататься начал в 1919 году. Писал стихи на русском, потом на украинском языках («Марш победы», «Присяга» и др.). В 1921 году опубликовал стихотворную агитационную брошюру «Откуда пошли бандиты?» (укр. «Звідкиль пішли бандити?»).
Автор одного из первых переводов «Интернационала» на украинский язык (1920).